# Multiplex RTI cz
Multiplex RTI cz je multiplexem digitálního rozhlasového vysílání DAB+ v České republice, ve kterém vysílají komerční rádia a veřejnoprávní stanice ČRo Sever a ČRo Karlovy Vary, která se nevešla do veřejnoprávního multiplexu ČRo DAB+. Provozuje ho společnost RTI cz s.r.o. Ve východní části Česka provoz vysílačů pro RTI cz s.r.o. technicky zajišťuje TELEKO digital, a.s.
Multiplex je plně regionalizovatelný a je rozdělen do 9 regionů:
| Region                             | Ensemble ID | Label         |
| ---------------------------------- | ----------- | ------------- |
| Praha + Střední Čechy              | 0x2003      | RTI cz STC    |
| Plzeňský kraj                      | 0x2013      | RTI cz ZC     |
| Severozápadní Čechy (KV + UL kraj) | 0x2023      | RTI cz SZC    |
| Liberecký kraj                     | 0x2033      | RTI cz LI     |
| Východní Čechy (HK + PAR kraj)     | 0x2043      | RTI cz HK+PAR |
| Vysočina                           | 0x2053      | RTI cz VYS    |
| Jižní Čechy                        | 0x2063      | RTI cz JC     |
| Jižní Morava                       | 0x2073      | RTI cz JM     |
| Severní Morava (OL + SM + ZL kraj) | 0x2083      | RTI cz SM     |

## Rozhlasové stanice v multiplexu
RTI cz SZC + ZC:
| Stanice               | Logo | Název            | Název krátký | Bitová rychlost | Mód zvuku | Kodek     | Ochrana | ID | SID  |
| --------------------- | ---- | ---------------- | ------------ | --------------- | --------- | --------- | ------- | -- | ---- |
| ČRo Karlovy Vary      |      | CRo-KARLOVY VARY | R-KVARY      | 88 kbit/s       | Stereo    | HE-AAC v1 | EEP 1-A | 2  | 2E0B |
| ČRo Sever             |      | CRo-SEVER        | R-SEVER      | 88 kbit/s       | Stereo    | HE-AAC v1 | EEP 1-A | 3  | 2709 |
| DAB Plus Top 40       |      | DAB plus TOP40   | TOP40        | 88 kbit/s       | Stereo    | AAC-LC    | EEP 2-A | 1  | 2FB5 |
| Fajn Radio            |      | FAJN DAB         | FAJN DAB     | 64 kbit/s       | Stereo    | HE-AAC v1 | EEP 2-A | 4  | 2FD5 |
| Hitrádio City 93,7 FM |      | HITRADIO CITY    | HIT CITY     | 64 kbit/s       | Stereo    | HE-AAC v1 | EEP 2-A | 5  | 2F32 |
| Radio Helax           |      | HELAX            | HELAX        | 64 kbit/s       | Stereo    | HE-AAC v1 | EEP 2-A | 6  | 2FD9 |
| Radio Proglas         |      | Radio PROGLAS    | PROGLAS      | 96 kbit/s       | Stereo    | AAC-LC    | EEP 2-A | 8  | 2AA1 |
| Radio Prostor         |      | Radio PROSTOR    | PROSTOR      | 64 kbit/s       | Stereo    | HE-AAC v1 | EEP 2-A | 9  | 210E |
| Rádio 7               |      | Radio 7          | Radio 7      | 96 kbit/s       | Stereo    | AAC-LC    | EEP 2-A | 7  | 2FB9 |

RTI cz STC + JC + HK+PAR + VYS + JM + SM:
| Stanice               | Logo | Název          | Název krátký | Bitová rychlost | Mód zvuku | Kodek     | Ochrana | ID | SID  |
| --------------------- | ---- | -------------- | ------------ | --------------- | --------- | --------- | ------- | -- | ---- |
| DAB Plus Top 40       |      | DAB plus TOP40 | TOP40        | 88 kbit/s       | Stereo    | AAC-LC    | EEP 1-A | 1  | 2FB5 |
| Fajn Radio            |      | FAJN DAB       | FAJN DAB     | 64 kbit/s       | Stereo    | HE-AAC v1 | EEP 2-A | 2  | 2FD5 |
| Hitrádio City 93,7 FM |      | HITRADIO CITY  | HIT CITY     | 64 kbit/s       | Stereo    | HE-AAC v1 | EEP 2-A | 4  | 2F32 |
| Radio Helax           |      | HELAX          | HELAX        | 64 kbit/s       | Stereo    | HE-AAC v1 | EEP 2-A | 6  | 2FD9 |
| Radio Proglas         |      | Radio PROGLAS  | PROGLAS      | 96 kbit/s       | Stereo    | AAC-LC    | EEP 1-A | 5  | 2AA1 |
| Radio Prostor         |      | Radio PROSTOR  | PROSTOR      | 64 kbit/s       | Stereo    | HE-AAC v1 | EEP 2-A | 7  | 210E |
| Rádio 7               |      | Radio 7        | Radio 7      | 96 kbit/s       | Stereo    | AAC-LC    | EEP 1-A | 3  | 2FB9 |

## Vysílače multiplexu
Multiplex RTI cz je šířen z následujících vysílačů:

| Vysílač                             | Kanál | Kmitočet    | Výkon (ERP) | Polarizace | Ensemble ID |
| ----------------------------------- | ----- | ----------- | ----------- | ---------- | ----------- |
| Praha / stadion Strahov             | 8D    | 201,072 MHz | 10 kW       | vertikální | 0x2003      |
| Praha / Ládví                       | 8D    | 201,072 MHz | 10 kW       | vertikální | 0x2003      |
| Praha / City Tower                  | 8D    | 201,072 MHz | 0,2 kW      | vertikální | 0x2003      |
| Benešov / Kochánov                  | 8D    | 201,072 MHz | 2 kW        | vertikální | 0x2003      |
| Beroun / Záhrabská                  | 8D    | 201,072 MHz | 5 kW        | vertikální | 0x2003      |
| Příbram / Hvězdárna                 | 8D    | 201,072 MHz | 2 kW        | vertikální | 0x2003      |
| Kutná Hora / Vysoká                 | 8D    | 201,072 MHz | 5 kW        | vertikální | 0x2003      |
| Plzeň / Sylván                      | 9D    | 208,064 MHz | 10 kW       | vertikální | 0x2013      |
| Klatovy / Doubrava                  | 9D    | 208,064 MHz | 7 kW        | vertikální | 0x2013      |
| Domažlice / Čerchov                 | 9D    | 208,064 MHz | 5 kW        | vertikální | 0x2013      |
| Železná Ruda / Vodárna              | 9D    | 208,064 MHz | 1 kW        | vertikální | 0x2013      |
| Jáchymov / Klínovec                 | 9B    | 204,640 MHz | 10 kW       | vertikální | 0x2023      |
| Karlovy Vary / Sídliště             | 9B    | 204,640 MHz | 2 kW        | vertikální | 0x2023      |
| Toužim / Třebouňský vrch            | 9B    | 204,640 MHz | 10 kW       | vertikální | 0x2023      |
| Mariánské Lázně / Dyleň             | 9B    | 204,640 MHz | 5 kW        | vertikální | 0x2023      |
| Ústí nad Labem / Kukla              | 9B    | 204,640 MHz | 10 kW       | vertikální | 0x2023      |
| Liberec / Proseč                    | 9D    | 208,064 MHz | 2 kW        | vertikální | 0x2033      |
| Trutnov / Černá hora (hotel)        | 9B    | 204,640 MHz | 7 kW        | vertikální | 0x2043      |
| Hradec Králové / Stěžery            | 9B    | 204,640 MHz | 4 kW        | vertikální | 0x2043      |
| Králíky / Suchý vrch (rozhledna)    | 9B    | 204,640 MHz | 3,2 kW      | vertikální | 0x2043      |
| Jihlava / Strážník                  | 9D    | 208,064 MHz | 5 kW        | vertikální | 0x2053      |
| Třebíč / Čechtín                    | 9D    | 208,064 MHz | 20 kW       | vertikální | 0x2053      |
| České Budějovice / Kleť (rozhledna) | 9B    | 204,640 MHz | 10 kW       | vertikální | 0x2063      |
| České Budějovice / Kluk             | 9B    | 204,640 MHz | 5 kW        | vertikální | 0x2063      |
| Kašperské Hory / Javorník           | 9B    | 204,640 MHz | 7 kW        | vertikální | 0x2063      |
| Brno / Barvičova                    | 9B    | 204,640 MHz | 4 kW        | vertikální | 0x2073      |
| Znojmo / Kuchařovice                | 9B    | 204,640 MHz | 4 kW        | vertikální | 0x2073      |
| Olomouc / Regionální centrum        | 9D    | 208,064 MHz | 4 kW        | vertikální | 0x2083      |
| Frýdek-Místek / Lysá hora           | 9D    | 208,064 MHz | 3 kW        | vertikální | 0x2083      |
| Nové Mesto n/Váhom / Veľká Javorina | 9D    | 208,064 MHz | 5 kW        | vertikální | 0x2083      |
| Zlín / Mladcová                     | 9D    | 208,064 MHz | 2 kW        | vertikální | 0x2083      |